# ジョーゼフ・ウィリアム・マーティン・ジュニア

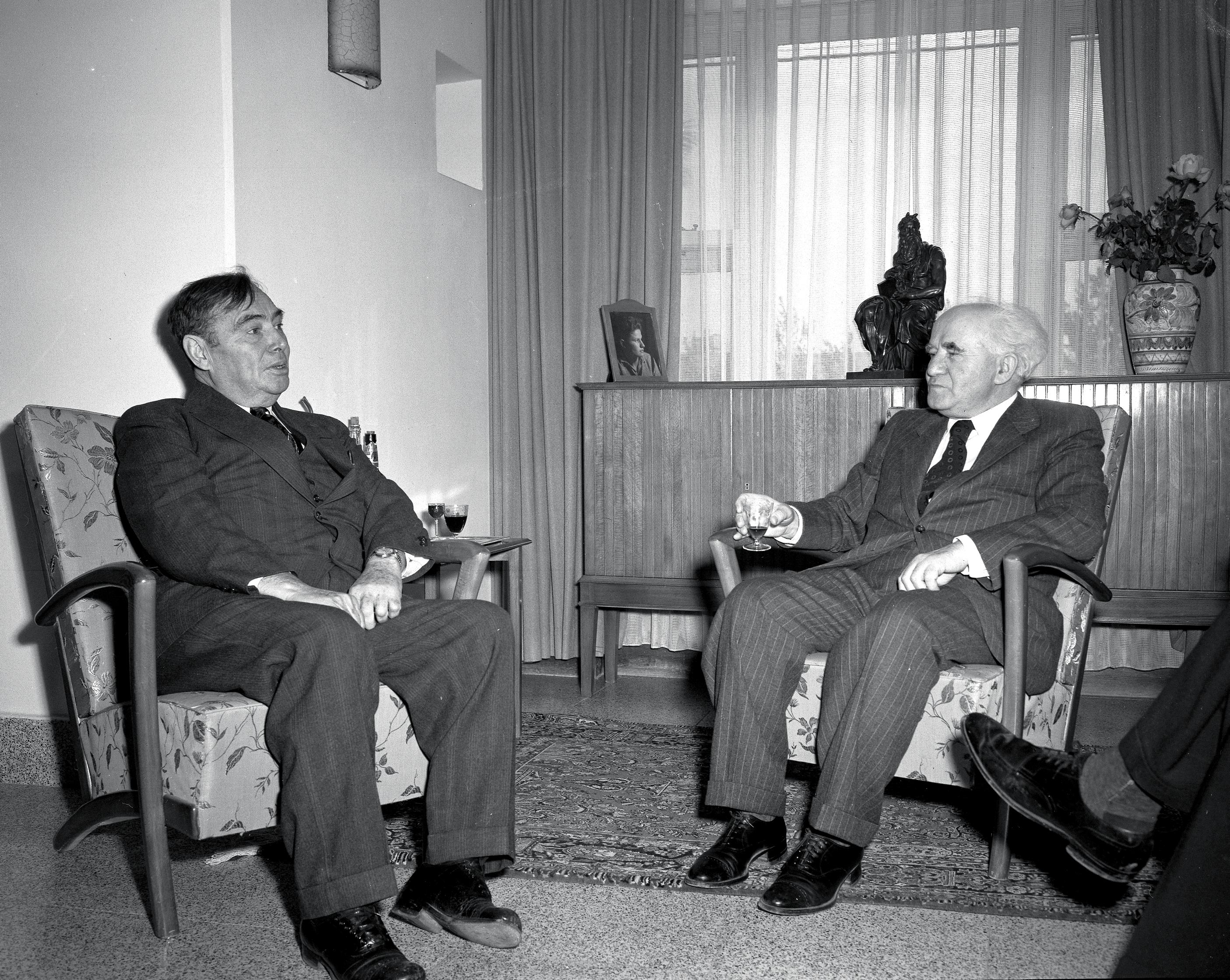
ジョーゼフ・ウィリアム・マーティン（左）とイスラエルのダヴィド・ベン＝グリオン首相（右）。（1951年・エルサレムにて）

ジョーゼフ・ウィリアム・マーティン・ジュニア（Joseph William Martin, Jr., 1884年11月3日 - 1968年3月6日）は、アメリカ合衆国の政治家。マサチューセッツ州ノース・アットルボロー選出の共和党所属アメリカ合衆国議会議員である。第49・51代アメリカ合衆国下院議長を務めた。

## 経歴
1884年11月3日にマサチューセッツ州ノース・アットルボローに誕生する。マサチューセッツ州下院（1912年 - 1914年）、マサチューセッツ州上院（1914年 - 1917年）、連邦議会下院（1925年 - 1967年）に勤めた。1940年から1942年までは共和党全国委員会委員長であった。ニュー・ディールの間、彼はフランクリン・D・ローズヴェルトの諸政策に対する反対派の急先鋒として脚光を浴び、外交問題に関するローズヴェルトの国際主義的な見解に反対した。しかし彼は、若干のニュー・ディール的措置（最低賃金制度の確立など）については支持した。1952年以後、マーティンは共和党穏健派に加わり、学校建設に対する政府補助を支持し、ドワイト・D・アイゼンハワーの国際主義的な展望を（対外援助の支持を通じて）支持し、またリンドン・B・ジョンソンの1964年経済機会法を支持した。
1960年、マグロウ＝ヒルはジョー・マーティンからロバート・ドノヴァンへの口述という形式で、『我が最初の政治家人生50年 (My First Fifty Years in Politics) 』を上梓した。
マーティンは、マサチューセッツ州ノース・アットルボローで新聞「イヴニング・クロニクル (The Evening Chronicle) 」を長年発行してきた。彼の死の直後、同紙は近隣の競合他紙と統合し、「サン・クロニクル (The Sun Chronicle) 」紙となった。

### リーダーシップ
1947年から1949年及び1953年から1955年の2期に渡って下院議長を務めた。これらの期間はいずれも、共和党が短いながらも下院で多数を占めた時期であり、マーティンの在任前後にはサム・レイバーンがその任にあった。
1958年の選挙で共和党が劇的な敗北を喫した後、マーティンはインディアナのチャールズ・A・ハレックによって、院内総務の座を追われた。この敗北にもかかわらず、マーティンは下院の後部席議員として残る道を選んだ。8年後の1966年、共和党予備選で46歳年下のマーガレット・ヘックラーにその座を追われた。

### 失職後
1966年、彼は再指名を受けられなかった。1968年3月6日、フロリダ州ハリウッドで死去した。

## 遺産
今日、マーティンは故郷マサチューセッツ州ノース・アットルボローにある6つの地元小学校のうちの1校の名において記憶されている。ジョーゼフ・W・マーティン・ジュニア小学校には、彼の名前が付いている。ジョーゼフ・L・マーティン法学・社会学研究所は、彼に関する記録を収蔵する。同研究所は、マサチューセッツ州ノース・イーストンのストーンヒル・カレッジにある。

## 註
1. ↑  以後共和党は、1994年の「共和党革命 (Republican Revolution)」で第1党に返り咲くまで、36年以上にわたって民主党の後塵を拝した。